# العلاقات بين المغرب ومجلس التعاون الخليجي
رحبت دول الخليج العربي بفكرة انضمام المملكة الأردنية الهاشمية والمملكة المغربية إلى مجلس التعاون لدول الخليج العربية، وعبّر الأمين العام لمجلس التعاون عبد اللطيف الزياني للصحفيين في مؤتمر صحفي أن "قادة دول الخليج العربي يرحبون بطلب المملكة الأردنية الهاشمية الانضمام إلى المجلس وكلفوا وزراء الخارجية بدعوة وزير خارجية الأردني للدخول في مفاوضات لاستكمال الإجراءات اللازمة لذلك"، وأضاف "بناء على اتصال مع المملكة المغربية ودعوتها للانضمام فقد فوض المجلس الأعلى وزراء الخارجية دعوة وزير خارجية المملكة للدخول في مفاوضات لاستكمال الإجراءات اللازمة لذلك"، وقد أصدرت وزارة الخارجية المغربية بيانًا رحبت فيه بدعوة دول مجلس التعاون وقالت إن السلطات المغربية "مستعدة لإجراء مشاورات من أجل تحديد إطار تعاون أمثل" مع دول مجلس التعاون الخليجي. وأكد البيان تمسك المغرب ب"بناء اتحاد المغرب العربي الذي هو خيار استراتيجي أساسي للأمة المغاربية. تجمع المغرب حاليا علاقة شراكة استراتيجية مع التكتل الخليجي.

## تاريخ
- 06 مارس 2025، المجلس الوزاري المشترك بين مجلس التعاون الخليجي والمغرب يجدد دعمه لمغربية الصحراء ولأنبوب الغاز نيجيريا المغرب ومبادرة المملكة لدول الساحل. [4] [5] [6] [7]